# Artur Loureiro
Artur José de Sousa Loureiro ComSE (Porto, 11 de Fevereiro de 1853 – Terras de Bouro, Gerês, 7 de Julho de 1932) foi um pintor português.

## Vida e obra
Nasceu na cidade do Porto, filho de Francisco José de Sousa Loureiro, natural de Viseu, cirurgião, casado com D. Guilhermina Luísa Soares Ribeiro, natural do Porto. Foi irmão do jornalista e excritor Urbano Loureiro.
Começou a sua formação em desenho e pintura com o mestre, e também amigo, António José da Costa. Frequentou e fez o curso de Pintura na Academia Portuense de Belas-Artes e teve como professor o pintor João António Correia.
Em 1873, apresentou-se ao concurso para pensionista do Estado no estrangeiro, requerendo desistência em favor de Silva Porto, quando iam ser apreciadas as provas pelo Júri.
Dois anos depois, em 1875, concorreu na Academia de Belas-Artes de Lisboa, com José Malhoa, à pensão de Roma, e, anulado o concurso, partiu para Itália, viajando para Roma, subsidiado e com o apoio do seu patrono Delfim Deodato Guedes, 1.º Conde de Almedina, indo frequentar a Academia Romana, onde logo se distinguiu, tendo ingressado no Círculo Artístico em 1876.
Em 1879, encontrando-se de novo em Lisboa, concorreu à pensão de estudo em França e foi classificado em primeiro lugar. Vai para Paris, como bolseiro, e, uma vez aí, frequenta a École des Beaux-Arts, vive no Quartier Latin, torna-se discípulo e recebe lições de Alexandre Cabanel, e, nos anos de 1880, 1881 e 1882, expõe no Salon, ao lado dos seus companheiros, os artistas portugueses Silva Porto, António Ramalho (1858-1916), Marques de Oliveira, Sousa Pinto, Columbano Bordalo Pinheiro e João Vaz.
Em 1882 expôs em Londres e, em 1884, resolveu emigrar com sua mulher, Marie Huybers, e embarcar para a Austrália, onde foi contratado para professor de Desenho da Presbyterian Ladies Academy, em Melbourne, onde se estabeleceram. Ali viveu largo tempo, sendo premiado pelos seus trabalhos em todas as exposições a que concorreu. Nesse país fez parte da Australian Art Association em 1885 que, em 1888, se funde com a Victorian Artist's Society, vende as suas obras, fez parte de Júris e foi Inspetor da Galeria Nacional da Cidade de Vitória.
Em 1899 obteve a Medalha de Ouro na Exposição de Londres, com o seu quadro A Morte de Burks, e, em 1900, na Exposição de Paris, a 3.ª Medalha com a tela A Visão de Santo Estanislau de Kostka.
Em 1901 regressa definitivamente a Portugal e fixa residência no Porto, e, no antigo Palácio de Cristal, instala e monta um atelier-escola, que rapidamente se torna um espaço de referência e formação para artistas e admiradores do pintor.
Segue-se, então, na sua carreira artística, um período de brilhante actividade, pois todos os anos expõe no seu atelier uma série de magníficos trabalhos, entre os quais aspectos da paisagem do Minho e da orla marítima, executados com inexcedível perfeição de técnica.
Em 1920 realizou uma exposição individual na Sociedade Nacional de Belas Artes e, em 1923, organizou, no átrio da Santa Casa da Misericórdia do Porto, uma exposição comemorativa do seu jubileu artístico. Em 1929 efectuou-se, no Salão Silva Porto, uma grande exposição dos seus melhores quadros, adquirindo então um grupo de amigos o seu auto-retrato, que ofereceram ao Governo Italiano, com destino à Sala dos Auto-Retratos do Museu dei Uffizi, de Florença.
A 31 de Março de 1932 foi feito Comendador da Ordem Militar de Sant'Iago da Espada. No mês de Abril de 1932, os seus colegas, amigos e admiradores, promoveram em sua honra uma sessão solene, no Salão Silva Porto, para lhe ser feita a entrega das insígnias da Comenda da Ordem Militar de Sant'Iago da Espada, com que fora condecorado. Fez o elogio do homenageado o escritor Dr. Abílio Campos Monteiro.
Pouco depois, partia para o Gerês, atraído pelos belos panoramas da Serra, que sempre o encantavam nas suas visitas anuais, e aí faleceu subitamente.
Muitos museus nacionais e estrangeiros têm no seu espólio obras suas. Está representado por trabalhos seus no Museu Nacional de Arte Contemporânea e no Museu Nacional Soares dos Reis do Porto, na National Gallery of Victoria, em Melbourne, na Galeria de Bendigo, etc. Entre os seus principais trabalhos, que obtiveram reconhecimento internacional, destacam-se e devem mencionar-se, incluindo os já citados: 
- A Morte de Burks
- A Visão de Santo Estanislau de Kostka
- O retrato de Alderman Stewart
- As Quatro Estações
- Íris e A Cruz do Sol
- O Santo António da Catedral de Melbourne
- A Azálea
- Maternidade
- Os Tigres
- Senhora da Guia
- O Porto
- O Gerez
- Diana